# RM-16
La RM-16 o Autovía del Aeropuerto es una autovía autonómica de la Región de Murcia que da acceso al nuevo Aeropuerto Internacional de la Región de Murcia.
Es una de las dos autovías de conexión del aeropuerto, junto con la RM-17.
Las obras de construcción de la autovía comenzaron el 26 de enero de 2010 y finalizaron el 3 de marzo de 2011. Fue inaugurada por el entonces Presidente de la Región de Murcia, Ramón Luis Valcárcel.
El tramo entre la salida 2 y el aeropuerto permaneció cerrado hasta la apertura del mismo, el 15 de enero de 2019.

## Tramos
| Denominación | Tramo              | Kilómetros | Año servicio |
| ------------ | ------------------ | ---------- | ------------ |
| RM-16        | A-30 - RM-17       | 1,9        | 2011         |
| RM-16        | RM-17 - Aeropuerto | 1,7        | 2019         |

## Salidas
| Velocidad | Esquema | Salida | Sentido aeropuerto                        | Sentido A-30           | Carretera        | Notas |
| --------- | ------- | ------ | ----------------------------------------- | ---------------------- | ---------------- | ----- |
|           |         |        | RM-16                                     | Enlace con A-30        |                  |       |
|           |         |        | aeropuerto 4                              | Murcia 21              | A-30             |       |
|           |         | 2      | Corvera Los Martínez del Puerto Cartagena | Cartagena Mar Menor    | A-30 RM-17 RM-E7 |       |
|           |         |        |                                           | Murcia 25 Cartagena 34 | A-30             |       |
|           |         |        | aeropuerto                                | RM-16                  |                  |       |